# Rasmus Horn Langhoff
Rasmus Horn Langhoff, né le 8 octobre 1980 à Slagelse (Danemark), est un homme politique danois, membre de la Social-démocratie.

## Biographie
Rasmus Horn Langhoff est diplômé en histoire, culture et médias à l'université de Copenhague. Engagé au sein de la Social-démocratie, il occupe à partir des années 1990 différentes responsabilités dans son mouvement de jeunesse.
Il est candidat pour le parti aux élections législatives de 2007, sans toutefois remporter de siège.
Il est élu député au Folketing lors des élections de septembre 2011. Après le scrutin, il devient le porte-parole du groupe parlementaire social-démocrate pour les questions d'égalité hommes-femmes.
Il remporte un second mandat lors des élections de juin 2015. Il devient alors le porte-parole de son groupe pour l'égalité hommes-femmes et le tourisme. Il prend également la présidence de la commission parlementaire sur les transports en 2014.
Il est réélu pour un troisième mandat lors des élections législatives de juin 2019. Après le scrutin, il devient le porte-parole deson groupe pour la santé. En 2018, il prend la présidence de la commission parlementaire sur l'enseignement supérieur et la recherche.
Il est réélu pour un quatrième mandat lors des élections législatives anticipées de novembre 2022. Après le scrutin, il devient le porte-parole social-démocrate pour la psychiatrie, et devient président de la commission parlementaire sur le climat et l'énergie,.
En avril 2025, il cède la présidence de la commission sur le climat et l'énergie pour retrouver la présidence de celle sur les transports.